# Trond Jøran Pedersen
Trond Jøran Pedersen (ur. 19 czerwca 1958) – norweski skoczek narciarski, reprezentant Norwegii, trener.

## Kariera
Trond Jøran Pedersen w Pucharze Świata w latach 1983–1989. 23 lutego 1985 skoczni Čerťák w Harrachovie zajął swoje jedyne miejsce na podium w zawodach tej rangi: 3. miejsce ex aequo z czechosłowackim zawodnikiem Jiřím Parmą. Ostatni raz w Pucharze Świata wystąpił w Oslo w 1989 roku.
Pedersen ponadto dwukrotnie zdobył drużynowe mistrzostwo Norwegii (1988, 1989).

## Puchar Świata

### Miejsca w klasyfikacji generalnej
| Sezon     | Miejsce | Źr.   |
| --------- | ------- | ----- |
| 1984/1985 | 40.     | [ 1 ] |
| 1985/1986 | 26.     | [ 1 ] |
| 1986/1987 | 39.     | [ 1 ] |
| 1987/1988 | 74.     | [ 2 ] |

### Miejsca na podium w konkursach indywidualnych Pucharu Świata chronologicznie
| Nr | Dzień     | Rok  | Miejscowość | Skocznia | Punkt K | HS | Skok 1  | Skok 2  | Skok 3  | Nota      | Lok. | Strata   | Zwycięzca            | Przypisy              |
| -- | --------- | ---- | ----------- | -------- | ------- | -- | ------- | ------- | ------- | --------- | ---- | -------- | -------------------- | --------------------- |
| 1. | 23 lutego | 1985 | Harrachov   | Čerťák   | K-180   | –  | 120,0 m | 150,0 m | 173,0 m | 345,0 pkt | 3.   | 21,5 pkt | Ole Gunnar Fidjestøl | ex aequo z Jiří Parmą |

### Miejsca w poszczególnych konkursach indywidualnychPucharu Świata
| Źródło                                                                                       | Źródło      | Źródło                 | Źródło      | Źródło        | Źródło                 | Źródło                 | Źródło                 | Źródło            | Źródło              | Źródło              | Źródło         | Źródło         | Źródło    | Źródło    | Źródło    | Źródło       | Źródło       | Źródło  | Źródło              | Źródło              | Źródło | Źródło | Źródło  | Źródło  | Źródło | Źródło | Źródło | Źródło | Źródło | Źródło | Źródło | Źródło | Źródło | Źródło | Źródło | Źródło | Źródło | Źródło | Źródło | Źródło | Źródło | Źródło | Źródło | Źródło | Źródło | Źródło | Źródło | Źródło | Źródło |
| -------------------------------------------------------------------------------------------- | ----------- | ---------------------- | ----------- | ------------- | ---------------------- | ---------------------- | ---------------------- | ----------------- | ------------------- | ------------------- | -------------- | -------------- | --------- | --------- | --------- | ------------ | ------------ | ------- | ------------------- | ------------------- | ------ | ------ | ------- | ------- | ------ | ------ | ------ | ------ | ------ | ------ | ------ | ------ | ------ | ------ | ------ | ------ | ------ | ------ | ------ | ------ | ------ | ------ | ------ | ------ | ------ | ------ | ------ | ------ | ------ |
| Sezon 1982/1983                                                                              |             |                        |             |               |                        |                        |                        |                   |                     |                     |                |                |           |           |           |              |              |         |                     |                     |        |        |         |         |        |        |        |        |        |        |        |        |        |        |        |        |        |        |        |        |        |        |        |        |        |        |        |        |        |
| Cortina d’Ampezzo                                                                            | Oberstdorf  | Garmisch-Partenkirchen | Innsbruck   | Bischofshofen | Harrachov              | Harrachov              | Lake Placid            | Lake Placid       | Thunder Bay         | Thunder Bay         | Sankt Moritz   | Gstaad         | Engelberg | Vikersund | Vikersund | Vikersund    | Falun        | Falun   | Lahti               | Lahti               | Bærum  | Oslo   | Planica | Planica | punkty |        |        |        |        |        |        |        |        |        |        |        |        |        |        |        |        |        |        |        |        |        |        |        |        |
| -                                                                                            | -           | -                      | -           | -             | -                      | -                      | -                      | -                 | -                   | -                   | -              | -              | -         | -         | -         | -            | -            | -       | -                   | -                   | 34     | 43     | -       | -       | 0      |        |        |        |        |        |        |        |        |        |        |        |        |        |        |        |        |        |        |        |        |        |        |        |        |
| Sezon 1984/1985                                                                              |             |                        |             |               |                        |                        |                        |                   |                     |                     |                |                |           |           |           |              |              |         |                     |                     |        |        |         |         |        |        |        |        |        |        |        |        |        |        |        |        |        |        |        |        |        |        |        |        |        |        |        |        |        |
| Thunder Bay                                                                                  | Thunder Bay | Lake Placid            | Lake Placid | Oberstdorf    | Garmisch-Partenkirchen | Innsbruck              | Bischofshofen          | Cortina d’Ampezzo | Sapporo             | Sapporo             | Sankt Moritz   | Engelberg      | Harrachov | Lahti     | Lahti     | Örnsköldsvik | Falun        | Oslo    | Szczyrbskie Jezioro | Szczyrbskie Jezioro | punkty | punkty | punkty  | punkty  | punkty | punkty | punkty | punkty | punkty | punkty | punkty | punkty | punkty | punkty | punkty | punkty | punkty | punkty | punkty |        |        |        |        |        |        |        |        |        |        |
| -                                                                                            | -           | -                      | -           | -             | -                      | -                      | -                      | -                 | -                   | -                   | -              | -              | 3         | -         | -         | -            | 26           | 16      | -                   | -                   | 15     | 15     | 15      | 15      | 15     | 15     | 15     | 15     | 15     | 15     | 15     | 15     | 15     | 15     | 15     | 15     | 15     | 15     | 15     |        |        |        |        |        |        |        |        |        |        |
| Sezon 1985/1986                                                                              |             |                        |             |               |                        |                        |                        |                   |                     |                     |                |                |           |           |           |              |              |         |                     |                     |        |        |         |         |        |        |        |        |        |        |        |        |        |        |        |        |        |        |        |        |        |        |        |        |        |        |        |        |        |
| Thunder Bay                                                                                  | Thunder Bay | Lake Placid            | Lake Placid | Chamonix      | Oberstdorf             | Garmisch-Partenkirchen | Innsbruck              | Bischofshofen     | Harrachov           | Liberec             | Klingenthal    | Oberwiesenthal | Sapporo   | Sapporo   | Vikersund | Vikersund    | Sankt Moritz | Gstaad  | Engelberg           | Lahti               | Lahti  | Oslo   | Planica | Planica | punkty |        |        |        |        |        |        |        |        |        |        |        |        |        |        |        |        |        |        |        |        |        |        |        |        |
| -                                                                                            | -           | -                      | -           | 23            | 22                     | 31                     | 24                     | 18                | 68                  | 31                  | -              | -              | -         | -         | 6         | 13           | 16           | 51      | 60                  | -                   | -      | 4      | 23      | 51      | 25     |        |        |        |        |        |        |        |        |        |        |        |        |        |        |        |        |        |        |        |        |        |        |        |        |
| Sezon 1986/1987                                                                              |             |                        |             |               |                        |                        |                        |                   |                     |                     |                |                |           |           |           |              |              |         |                     |                     |        |        |         |         |        |        |        |        |        |        |        |        |        |        |        |        |        |        |        |        |        |        |        |        |        |        |        |        |        |
| Thunder Bay                                                                                  | Thunder Bay | Lake Placid            | Lake Placid | Chamonix      | Oberstdorf             | Garmisch-Partenkirchen | Innsbruck              | Bischofshofen     | Szczyrbskie Jezioro | Szczyrbskie Jezioro | Oberwiesenthal | Sapporo        | Sapporo   | Lahti     | Lahti     | Örnsköldsvik | Falun        | Planica | Planica             | Rælingen            | Oslo   | punkty | punkty  | punkty  | punkty | punkty | punkty | punkty | punkty | punkty | punkty | punkty | punkty | punkty | punkty | punkty | punkty | punkty | punkty | punkty |        |        |        |        |        |        |        |        |        |
| -                                                                                            | -           | -                      | -           | 64            | 11                     | 20                     | 29                     | 58                | 31                  | 51                  | 39             | -              | -         | -         | -         | -            | -            | 18      | 12                  | 10                  | 22     | 15     | 15      | 15      | 15     | 15     | 15     | 15     | 15     | 15     | 15     | 15     | 15     | 15     | 15     | 15     | 15     | 15     | 15     | 15     |        |        |        |        |        |        |        |        |        |
| Sezon 1987/1988                                                                              |             |                        |             |               |                        |                        |                        |                   |                     |                     |                |                |           |           |           |              |              |         |                     |                     |        |        |         |         |        |        |        |        |        |        |        |        |        |        |        |        |        |        |        |        |        |        |        |        |        |        |        |        |        |
| Thunder Bay                                                                                  | Thunder Bay | Lake Placid            | Lake Placid | Sapporo       | Sapporo                | Oberstdorf             | Garmisch-Partenkirchen | Innsbruck         | Bischofshofen       | Gallio              | Sankt Moritz   | Gstaad         | Engelberg | Lahti     | Lahti     | Meldal       | Oslo         | Planica | Planica             | punkty              | punkty | punkty | punkty  | punkty  | punkty | punkty | punkty | punkty | punkty | punkty | punkty | punkty | punkty | punkty | punkty | punkty | punkty | punkty |        |        |        |        |        |        |        |        |        |        |        |
| 25                                                                                           | 20          | 64                     | 23          | -             | -                      | 50                     | 43                     | 15                | 17                  | 26                  | 25             | 56             | 22        | -         | -         | 50           | 32           | -       | -                   | 1                   | 1      | 1      | 1       | 1       | 1      | 1      | 1      | 1      | 1      | 1      | 1      | 1      | 1      | 1      | 1      | 1      | 1      | 1      |        |        |        |        |        |        |        |        |        |        |        |
| Sezon 1988/1989                                                                              |             |                        |             |               |                        |                        |                        |                   |                     |                     |                |                |           |           |           |              |              |         |                     |                     |        |        |         |         |        |        |        |        |        |        |        |        |        |        |        |        |        |        |        |        |        |        |        |        |        |        |        |        |        |
| Thunder Bay                                                                                  | Thunder Bay | Lake Placid            | Lake Placid | Sapporo       | Sapporo                | Oberstdorf             | Garmisch-Partenkirchen | Innsbruck         | Bischofshofen       | Liberec             | Harrachov      | Oberhof        | Oberhof   | Chamonix  | Oslo      | Örnsköldsvik | Harrachov    | Planica | Planica             | punkty              | punkty | punkty | punkty  | punkty  | punkty | punkty | punkty | punkty | punkty | punkty | punkty | punkty | punkty | punkty | punkty | punkty | punkty | punkty |        |        |        |        |        |        |        |        |        |        |        |
| -                                                                                            | -           | -                      | -           | -             | -                      | -                      | -                      | -                 | -                   | -                   | -              | -              | -         | -         | 43        | -            | -            | -       | -                   | 0                   | 0      | 0      | 0       | 0       | 0      | 0      | 0      | 0      | 0      | 0      | 0      | 0      | 0      | 0      | 0      | 0      | 0      | 0      |        |        |        |        |        |        |        |        |        |        |        |
| Legenda                                                                                      |             |                        |             |               |                        |                        |                        |                   |                     |                     |                |                |           |           |           |              |              |         |                     |                     |        |        |         |         |        |        |        |        |        |        |        |        |        |        |        |        |        |        |        |        |        |        |        |        |        |        |        |        |        |
| 1 2 3 4-10 11-30 poniżej 30 q – zawodnik nie zakwalifikował się - – zawodnik nie wystartował |             |                        |             |               |                        |                        |                        |                   |                     |                     |                |                |           |           |           |              |              |         |                     |                     |        |        |         |         |        |        |        |        |        |        |        |        |        |        |        |        |        |        |        |        |        |        |        |        |        |        |        |        |        |

### Turniej Czterech Skoczni

#### Miejsca w klasyfikacji generalnej
| Sezon     | Miejsce | Źr.   |
| --------- | ------- | ----- |
| 1985/1986 | 11.     | [ 4 ] |
| 1986/1987 | 18.     | [ 5 ] |
| 1987/1988 | 20.     | [ 6 ] |

## Kariera trenerska
Trond Jøran Pedersen po zakończeniu kariery sportowej rozpoczął karierę trenerską.  W latach 1990–1992 był trenerem reprezentacji Szwecji, natomiast w latach 1992–1998 był trenerem reprezentacji Norwegii. Za jego kadencji największe sukcesy odnosił Espen Bredesen (zdobywca Pucharu Świata 1993/1994, triumfator Turnieju Czterech Skoczni 1993/1994, mistrz i wicemistrz olimpijskie podczas zimowych igrzysk olimpijskich 1994 w Lillehammer, mistrz świata 1993 (na dużej skoczni), wicemistrz świata w lotach 1994). 20 lutego 1994 roku podczas zimowych igrzysk olimpijskich 1994 w Lillehammer, Lasse Ottesen zdobył srebrny medal na dużej skoczni, natomiast podczas mistrzostw świata 1995 na skoczni Big Thunder Ski Jumping Center w kanadyjskim Thunder Bay, 17-letni wówczas Tommy Ingebrigtsen został sensacyjnie mistrzem świata na dużej skoczni. Ponadto sukcesy odnosiła również drużynowo reprezentacja Norwegii (triumf w Pucharze Narodów 1993/1994, 2. miejsce (1997) oraz 3. miejsce (1993) w Pucharze Narodów, a także mistrzostwo świata 1993). Następnie zajmował się dziennikarstwem i wywózką śmieci. Od września 2013 roku ponownie jest trenerem reprezentacji Szwecji.
Sukcesy podopiecznych Pedersena w Norwegii w latach 1992-1998 (chronologicznie)
| Medal | Zawodnik           | Zawody                      | Rok  |
| ----- | ------------------ | --------------------------- | ---- |
|       | Espen Bredesen     | Mistrzostwa świata          | 1993 |
|       | Norwegia           | Mistrzostwa świata          | 1993 |
|       | Norwegia           | Puchar Narodów              | 1993 |
|       | Espen Bredesen     | Turniej Czterech Skoczni    | 1994 |
|       | Espen Bredesen     | igrzyska olimpijskie        | 1994 |
|       | Espen Bredesen     | igrzyska olimpijskie        | 1994 |
|       | Lasse Ottesen      | igrzyska olimpijskie        | 1994 |
|       | Espen Bredesen     | Mistrzostwa świata w lotach | 1994 |
|       | Espen Bredesen     | Puchar Świata               | 1994 |
|       | Norwegia           | Puchar Narodów              | 1994 |
|       | Tommy Ingebrigtsen | Mistrzostwa świata          | 1995 |
|       | Norwegia           | Puchar Narodów              | 1997 |

## Życie prywatne
Trond Jøran Pedersen ma syna Robina (ur. 1996), również skoczka narciarskiego.